# Ella Adajevskaja

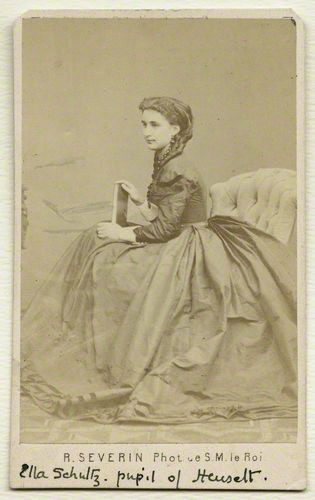
Elisabeth von Schultz (Adajevskaja)

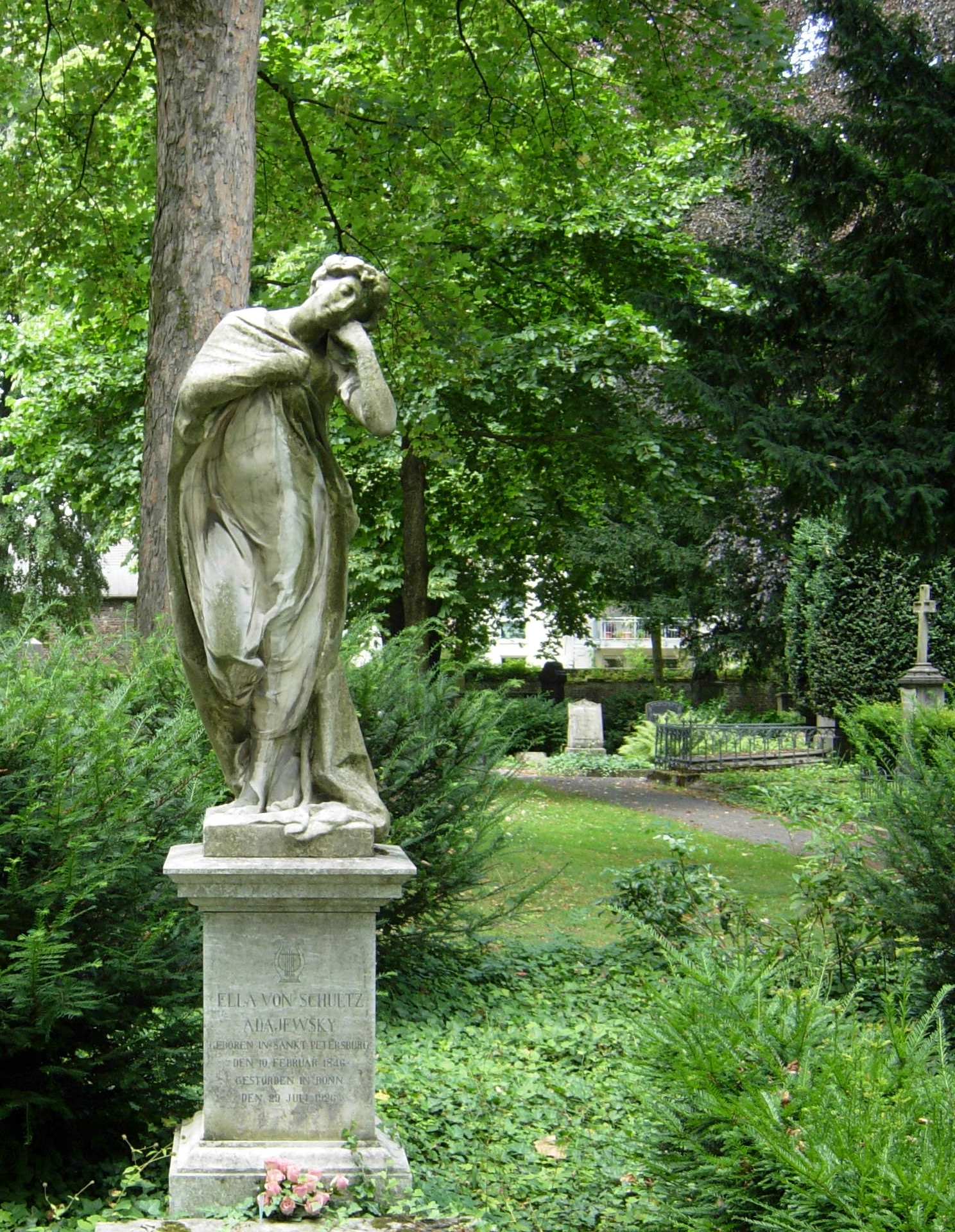
Beeld op Adajevskaja's graf van Antonio Dal Zòtto

Ella Georgiejevna Adajevskaja (Ella Adaïewsky (Russisch: Элла Георгиевна Адаевская) (Sint-Petersburg, 22 februari 1846 - Bonn, 26 juli 1926) was een Russische componiste, pianist en etnomusicologe.
Adajevskaja schreef vocale muziek (waaronder koormuziek), kamermuziek en 2 opera's. Ze gaf een collectie Italiaanse liederen uit en publiceerde geschriften over volksmuziek en muziek uit het oude Griekenland.

## Biografie
Adajevskaja werd geboren in Sint-Petersburg op 22 februari 1846 met als naam Elizaveta/Elisabeth von Schultz. Ze was de dochter van Georg Julius von Schultz, een Baltisch-Duitse man met een grote liefde voor Estland. Adajevskaja leerde als kind piano spelen. Haar leerkrachten waren Adolf von Henselt, Anton Rubinstein en Alexander Dreyschock. Compositie studeerde ze bij Aleksandr Famintsyn and Nikolaj Zaremba. De naam Adajevskaja was een pseudoniem gebaseerd op de noten la (A), re (D) en la (A) zoals gespeeld door de pauken in de opera Roeslan en Ljoedmila van Michail Glinka.
Haar vroegste composities zijn onder meer koorwerken voor de hofkapel van Sint-Petersburg. In de jaren 1870 schreef ze twee opera's. De eerste droeg de titel Neprigozjaja (Het Lelijke Meisje). In het Duitse manuscript wordt het ook Salomonida, die Tochter des Bojaren (Salomonida, de Bojarendochter) genoemd. Deze eenakter werd geschreven in 1873. Het meer ambitieuze werk Zarja (Dageraad, Duitse titel Die Morgenröte der Freiheit (De dageraad der vrijheid)) schreef ze in 1877. Deze opera bestaat uit vier akten en was opgedragen aan tsaar Alexander II van Rusland. Later tourde ze doorheen Europa om er soloconcerten te geven. In 1882 verhuisde Adajevskaja naar Venetië. In 1881 componeerde ze haar Griekse Sonate voor klarinet of viool en piano. In Italië verzamelde ze volksliederen, waaronder liederen uit Raetia.
In 1911 verhuisde Adajevskaja naar Neuwied, waar ze geassocieerd werd met dichteres Carmen Sylva. Ze publiceerde er artikels over volksmuziek. Ze stief in Bonn in 1926, waar ze in het Alter Friedhof werd begraven.

## Oeuvre

### Opera's
- Neprigozjaja (Het Lelijke Meisje), 1873
- Zarja svobody (De Dagenraad der Vrijheid), 1877

### Vocale muziek
- Jolka (De Zilverspar), cantate, c. 1870
- andere koorwerken, liederen

### Kamermuziek
- Griekse sonate voor klarinet en piano, 1881
- werken voor piano